# Stenohya vietnamensis
Espèce
Stenohya vietnamensis est une espèce de pseudoscorpions de la famille des Neobisiidae.

## Distribution
Cette espèce est endémique du Viêt Nam. Elle se rencontre vers Đà Lạt.

## Description
L'holotype mesure 3 mm.

## Étymologie
Son nom d'espèce, composé de vietnam et du suffixe latin -ensis, « qui vit dans, qui habite », lui a été donné en référence au lieu de sa découverte, le Viêt Nam.

## Publication originale
- Beier, 1967 : Pseudoscorpione von Kontinentalen Sudost-Asien. Pacific Insects, vol. 9, no 2, p. 341-369 (texte intégral).